# Freizeit- und Bildungszentrum Bürgerpark

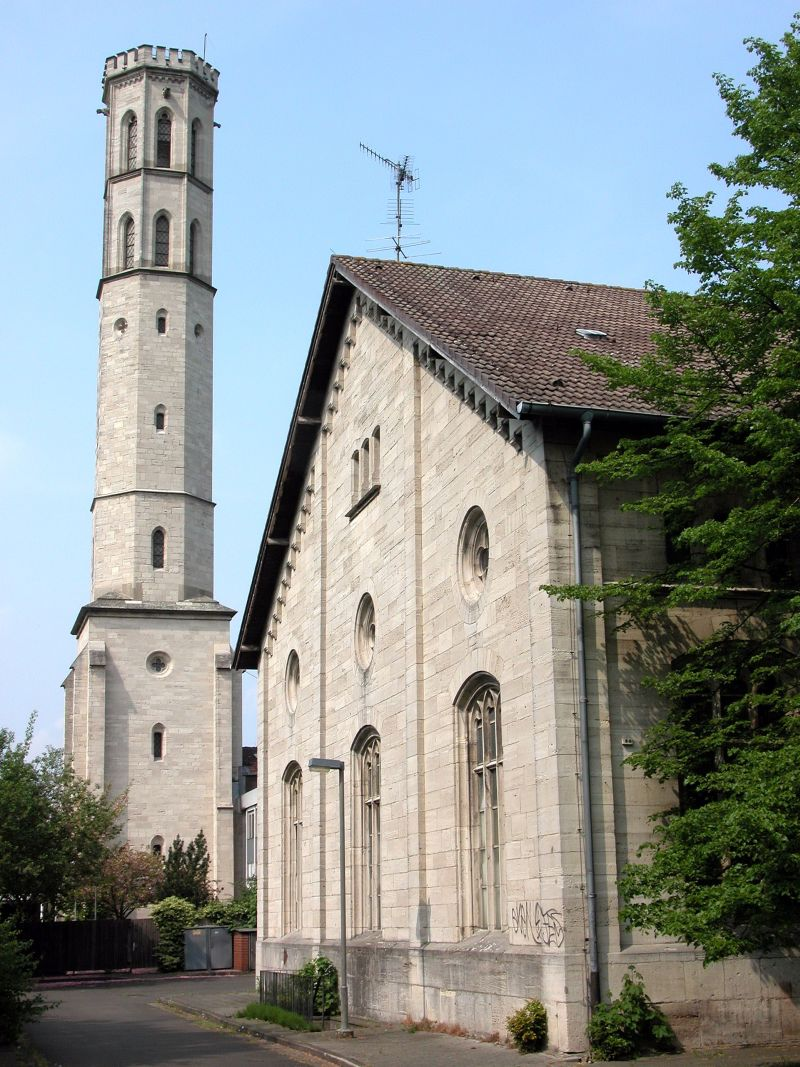
Das Wahrzeichen des FreiBiZe: Der „schiefe Wasserturm“.

Das Freizeit- und Bildungszentrum Bürgerpark (meist nur „FreiBiZe“ oder „FBZ“ genannt) in Braunschweig war ein städtisches soziokulturelles Zentrum im Bürgerpark an der Nîmesstraße, schräg gegenüber dem Stadtbad. Es wurde am 15. Oktober 1971 eröffnet, Anfang 2002 geschlossen und April 2009 abgerissen.
Es befand sich direkt neben einem 1864 erbauten Wasserwerk, das einen markanten, 54 m hohen Turm hat, der etwas schief steht und deshalb als „schiefer Turm“ bezeichnet wird. Dieser Turm war das Wahrzeichen des FreiBiZe.

## Geschichte

### Die Räumlichkeiten
Das Bauprojekt war in seiner Anfangsphase aufgrund von Bedenken bzgl. Verwendbarkeit und Auslastung recht umstritten, entwickelte sich jedoch bald zu einem beliebten Veranstaltungsort und Treffpunkt in der Stadt.
Das Gebäude verfügte über eine Tagungsstätte in Form eines großen Saales mit etwa 400 Sitzplätzen und einer Bühne sowie Filmvorführanlagen. Darüber hinaus standen zwei kleinere Räume mit je 100 Sitzplätzen sowie mehrere Gruppenräume zur Verfügung. Des Weiteren gab es ein Gästehaus mit 55 Betten und eine Cafeteria. Die Räumlichkeiten konnten von diversen Personengruppen und Vereinen genutzt werden. Darüber hinaus fanden dort auch Kurse der Volkshochschule Braunschweig statt.
Die Leitung des FreiBiZe bestand aus haupt- sowie nebenberuflichen Kräften. Sein erster Leiter war Pastor Eberhard Fincke.

### Kulturelle Angebote
Neben dem Veranstaltungsbetrieb bot das FreiBiZe auch vielen Vereinen und Organisationen Platz für Kurse, Seminare und Veranstaltungen. Von Anfang an war es auf Grund des abwechslungsreichen Programms ein Treffpunkt für viele. Das Programm reichte von klassischer Musik und Liedermacher wie Donovan, Heinz Rudolf Kunze oder der Kölner Band BAP, Kabarettisten wie Hanns Dieter Hüsch oder Ulrich Roski bis hin zu Auftritten von Größen des Punk, Gothic und Heavy Metal. Oftmals war das Programm seiner Zeit voraus, so traten im FreiBiZe 1972 Kraftwerk, die Pioniere der elektronischen Musik auf, 1973 gefolgt von der Spencer Davis Group sowie einer der bekanntesten Bands aus der DDR, den Puhdys. 1977 trat die bis dahin noch relativ unbekannte australische Hardrock-Band AC/DC auf. Auch viele andere bekannte Größen fanden dort zu Beginn ihrer Karriere eine Spielstätte.

### Schließung 2002 und Folgezeit
Im Rahmen der Sparbemühungen der CDU-FDP-Ratsmehrheit und von Oberbürgermeister Gert Hoffmann (CDU) wurde es 2002 offiziell auf Grund Sanierungsbedarf in Höhe von 450.000 Euro geschlossen. Alle Versuche es zu erhalten oder wieder aufleben zu lassen blieben erfolglos.
Es wurde vorgeschlagen, an dieser Stelle die in Braunschweig nicht mehr vorhandene Jugendherberge einzurichten und nebenan wieder kulturelle Veranstaltungen durchzuführen. Diese Idee konnte sich jedoch nicht durchsetzen. 2009 wurden die Gebäudeteile, welche nicht unter Denkmalschutz standen, abgerissen. Von Seiten der CDU gab es Pläne an Stelle des FreiBiZe ein Luxushotel zu errichten. Das Hotel der Hotelkette Steigenberger wurde am 23. August 2013 eröffnet.